# Czkałowskij (rejon asiekiejewski)
Czkałowskij (ros. Чкаловский) – osiedle w Rosji, w obwodzie orenburskim, w rejonie asiekiejewskim. W 2010 liczyło 1709 mieszkańców.